# Bełchatowska piętnastka
Bełchatowska Piętnastka – uliczna impreza biegowa rozgrywana na dystansie 15 km w Bełchatowie. Organizatorem jest Prezydent Miasta Bełchatowa. Trasa biegu posiada atest PZLA.

## Historia
Historia biegu sięga 1983 roku, kiedy to odbyła się pierwsza edycja biegu. Do roku włącznie 1995 odbyło się w sumie jego 12 edycji, po czym bieg zniknął z kalendarza imprez. Impreza po 14-letniej przerwie została reaktywowana 21 listopada 2009 roku, kiedy to odbyła się XIII edycja biegu. Od tego czasu bieg organizowany jest co rok.

## Rezultaty biegu
|     | Rok  | Data         | Ukończyli | Zwycięzca             | Kraj     | Czas  |
| --- | ---- | ------------ | --------- | --------------------- | -------- | ----- |
| 21. | 2017 | 19 listopada | 1018      | Mykola Iukhymcuk      | Ukraina  | 45:43 |
| 20. | 2016 | 20 listopada | 1066      | Andrzej Starżyński    | Polska   | 45:47 |
| 19. | 2015 | 22 listopada | 927       | Mykola Iukhymcuk      | Ukraina  | 45:47 |
| 18. | 2014 | 23 listopada | 937       | Sirma Haron           | Kenia    | 45:41 |
| 17. | 2013 | 17 listopada | 724       | Oleksander Matvichiuk | Słowacja | 45:07 |
| 16. | 2012 | 18 listopada | 610       | Bogdan Semonowicz     | Ukraina  | 44:45 |
| 15. | 2011 | 19 listopada | 430       | Henryk Szost          | Polska   | 45:25 |
| 14. | 2010 | 20 listopada | 302       | Henryk Szost          | Polska   | 44:48 |
| 13. | 2009 | 21 listopada | 219       | Michał Kaczmarek      | Polska   | 45:13 |